# Justicia rusbyi
Justicia rusbyi är en akantusväxtart som först beskrevs av Gustav Lindau, och fick sitt nu gällande namn av V.A.W. Graham. Justicia rusbyi ingår i släktet Justicia och familjen akantusväxter. Inga underarter finns listade i Catalogue of Life.